# Fujimura Ren
Fujimura Ren (藤村 怜 Fujimura Ren, sinh ngày 26 tháng 5 năm 1999) là một cầu thủ bóng đá người Nhật Bản. Anh thi đấu cho Hokkaido Consadole Sapporo.

## Sự nghiệp
Fujimura Ren được đẩy lên đội một của Hokkaido Consadole Sapporo từ đội trẻ năm 2017. Ngày 3 tháng 5 năm anh ra mắt ở J.League Cup (v FC Tokyo).